# Oxygène 3
Oxygène 3 è il diciannovesimo album in studio del musicista di musica elettronica francese Jean-Michel Jarre, pubblicato nel 2016.
Si tratta del terzo capitolo della serie Oxygène dopo Oxygène 7-13 del 1997 e Oxygène uscita a dicembre del 1976. Infatti l'uscita di Oxygène 3 coincide con il quarantesimo anniversario dell'uscita dell'album originale.
L'album è uscito sia come pubblicazione singola sia come cofanetto contenente i tre volumi, in CD e vinile trasparente e con un libro illustrativo.

## Tracce
1. Oxygène Part 14 – 5:28
2. Oxygène Part 15 – 6:40
3. Oxygène Part 16 – 6:50
4. Oxygène Part 17 – 4:20
5. Oxygène Part 18 – 2:48
6. Oxygène Part 19 – 5:45
7. Oxygène Part 20 – 7:58